# Kalitsch (Adelsgeschlecht)

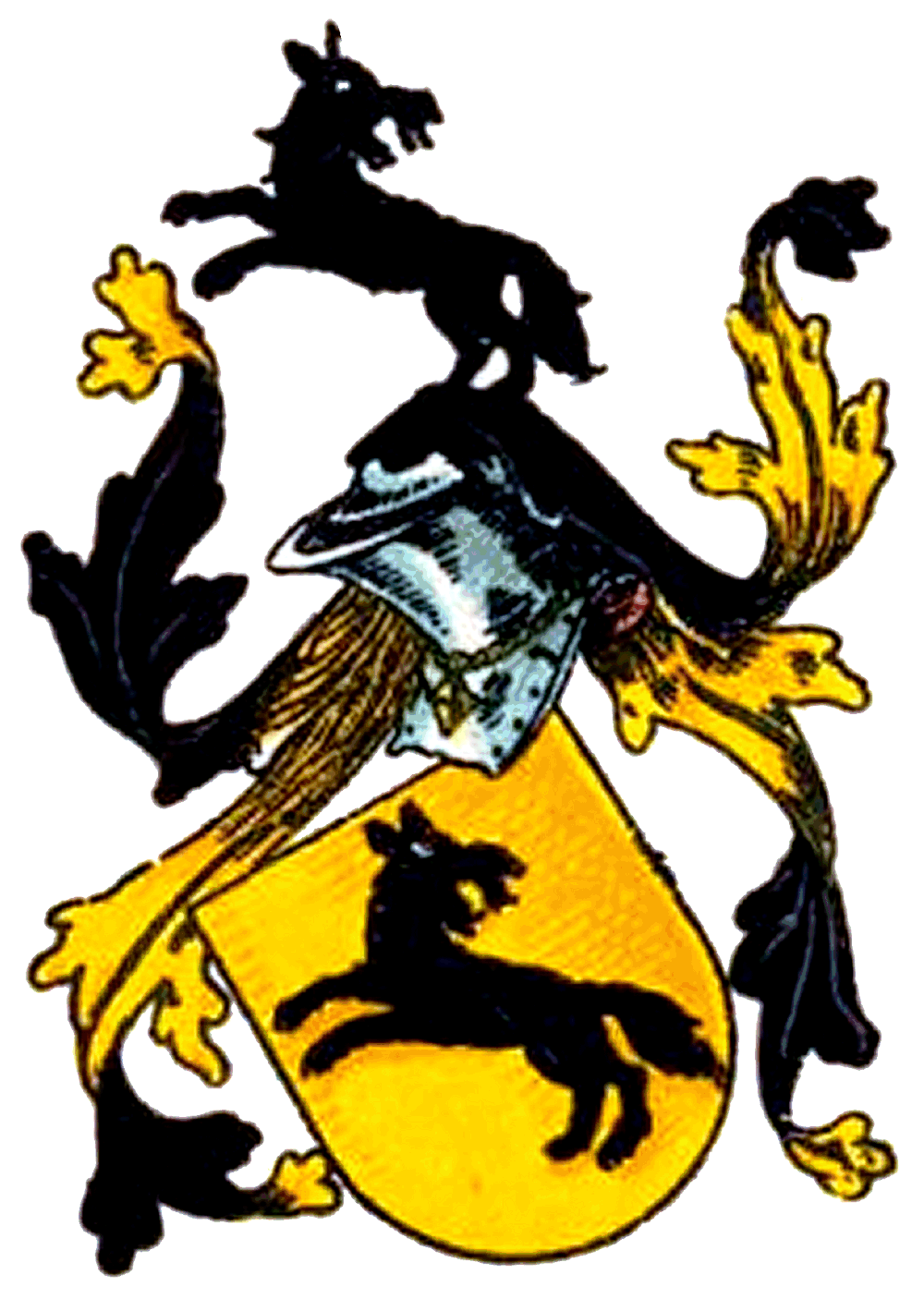
Wappen derer von Kalitsch

Kalitsch ist der Name eines Adelsgeschlechtes aus Anhalt.

## Geschichte

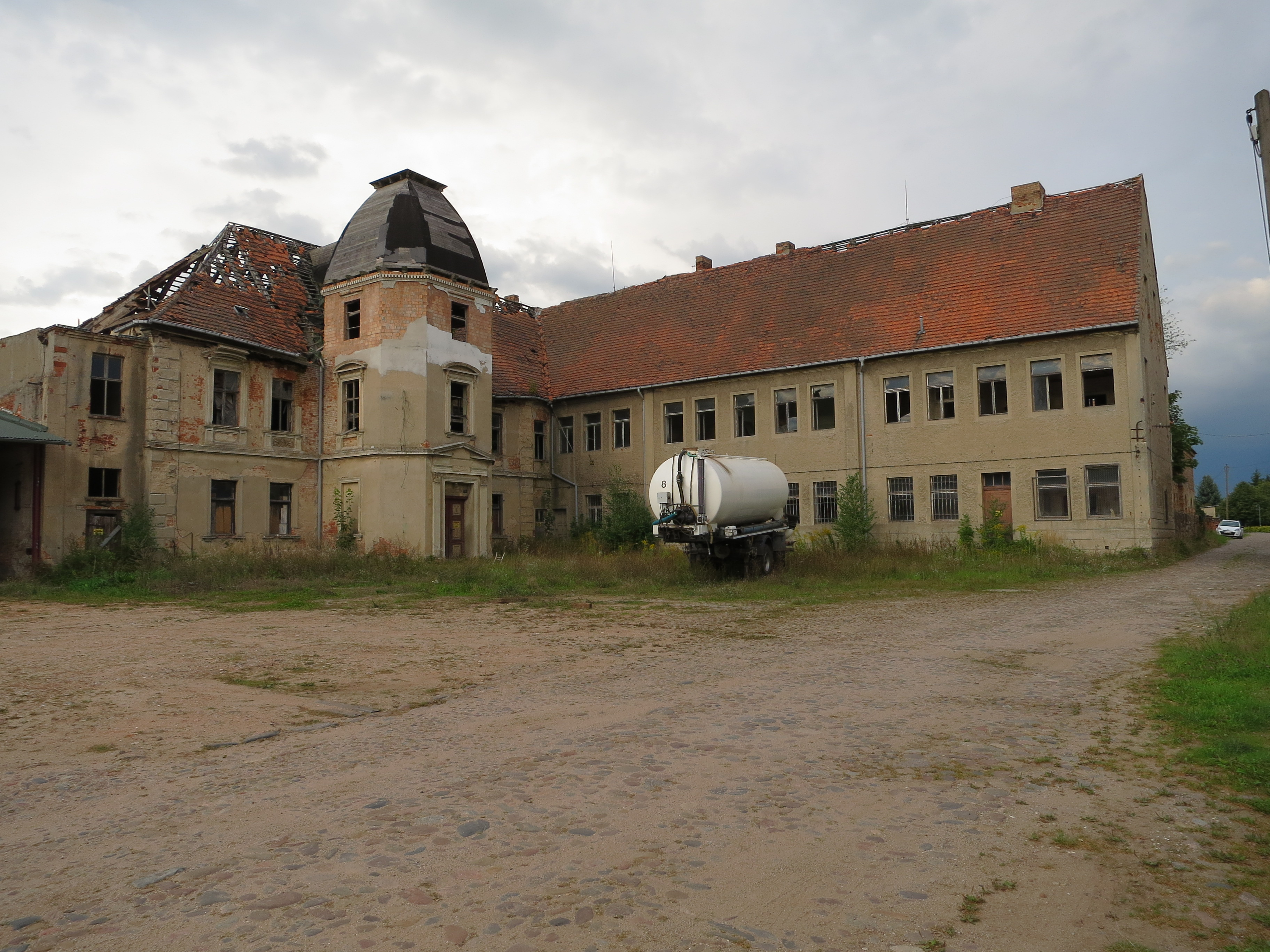
Rittergut Dobritz, Stammsitz der Familie

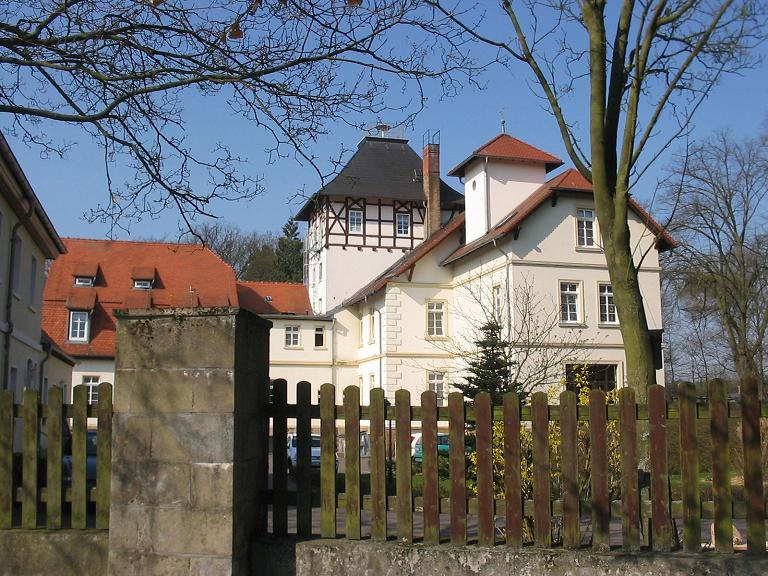
Rittergut Bärenthoren

Seit dem 14. Jahrhundert sind als erste Mitglieder der Familie von Kalitsch die Brüder Conradus und Themo dicti Kalacz, residentes in Crissowe (Kreischau, Kreis Weißenfels) als zugehörig betrachtet, die am 1. August 1352 urkundlich auftreten und im gleichen Kreis mit den Brüdern Hans und George de Kalizsche um 1433 und 1460 urkundlich mit Dölzig usw. vom Bischof von Merseburg belehnt erscheinen. Seit dem 16. Jahrhundert lebte die Familie von Kalitsch überwiegend im Fürstentum Anhalt-Köthen. Bis zum Ende des 17. Jahrhunderts wurden sie dort mit verschiedenen Gütern belehnt: Görzig, Biendorf, Osternienburg, Edderitz, Gnetsch, Riesdorf und Großwülknitz.
Am Ende des 17. Jahrhunderts waren mehrere Mitglieder der Familie von Kalitsch im Dienst der Anhalt-Zerbster Fürsten und erhielten von diesen die Lehngüter Dobritz, Nutha und Hagendorf. Ab 1683 fungierte das Rittergut Dobritz als Stammgut. Später erwarb die Familie zusätzlich noch die Rittergüter Kühnitzsch, Zwochau und Watzschwitz im Königreich Sachsen, Breitenheerda und Tännich im Großherzogtum Sachsen-Weimar-Eisenach sowie Karlstein, heute polnisch Radostów, im Kreis Königsberg (Neumark) und Polenzko-Bärenthoren in Anhalt-Dessau.
In der ersten Hälfte des 19. Jahrhunderts bestanden nur noch die Linien des preußischen Oberforstmeisters Ludwig von Kalitsch auf Kühnitzsch und des anhalt-dessauischen Landrats und Kammerherrn Friedrich von Kalitsch auf Dobritz.
Mit der Landschaftsordnung von 1859 wurde nach der Vereinigung der drei anhaltinischen Teilherzogtümer zum Herzogtum Anhalt der Landtag des Herzogtums Anhalt geschaffen. 12 der 36 Abgeordneten wurden von der Ritterschaft gewählt. Unter den 47 landtagsfähigen Rittergütern besaß die Familie Kalitsch vier: das Rittergut Dobritz, das Rittergut Hagendorf, das Rittergut Nutha und das Rittergut Polenzko. Carl Ludwig Rudolph von Kalitsch auf Kühnitzsch war sächsischer Kammerherr; er trat 1857 dem Johanniterorden bei und wurde dort später Rechtsritter und Mitglied der Provinzial-Genossenschaft Sachsen des Ordens.
Im Jahr 1945 besaß die Familie von Kalitsch noch folgende Güter: Dobritz Kühnitzsch, Nutha, Bärenthoren und Karlstein. Das Gut Polenzko war verpachtet. Das Rittergut Taschenberg in der Uckermark gehörte zum Schluss Gottlob von Kalitsch (1891–1948), wurde aber in Pacht geführt durch dessen nächstältere Brüder Wolf von Kalitsch und Leopold von Kalitsch-Carlstein.
In der SBZ erfolgte die Enteignung dieser Güter im Rahmen der Bodenreform.

## Wappen

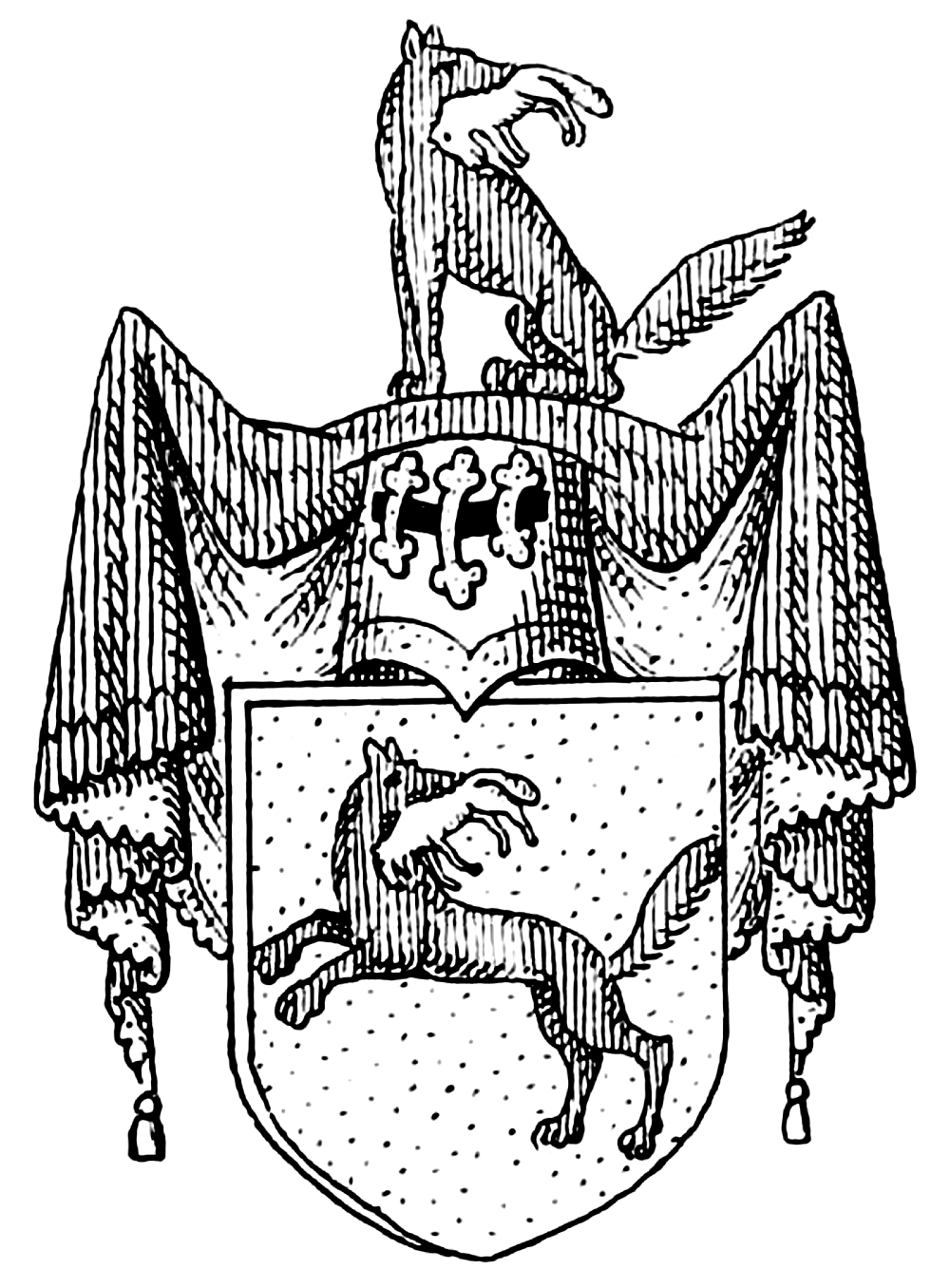
Wappen derer von Kalitsch

Das Wappen zeigt in Gold einen springenden widersehenden schwarzen (roten) Wolf, einen (silbernen) Hund (Lamm) im Maul haltend. Auf dem Helm mit schwarz-goldenen (rot-goldenen) Decken das Schildbild.

## Bekannte Familienmitglieder
- Hans Rudolph von Kalitsch (?–vor 1698), anhaltischer Kammerherr, Mitglied der Fruchtbringenden Gesellschaft[11]
- Ludwig Heinrich von Kalitsch (1671–1708), Landkammerrat, Hofrat und Regierungsrat
- Karl von Kalitsch (1746–1814), kaiserlich-russischer und anhalt-zerbster Wirklicher Geheimer Rat
- Friedrich von Kalitsch (1786–1870), Gutsherr und Landrat
- Hermann von Kalitsch (1818–1891), Gutsherr und Abgeordneter im Landtag des Herzogtums Anhalt
- Richard von Kalitsch (1822–1906), preußischer Oberforstmeister
- Werner von Kalitsch (1851–1923), Landschafts-, Tier- und Jagdmaler, anhaltischer Kammerherr
- Friedrich von Kalitsch (1858–1938), Forstmann
- Leopold von Kalitsch (1889–1967), Ornithologe